# ホンダ・ザッツ
ザッツ（That's）は、本田技研工業がかつて生産、販売していたトールワゴン型の軽自動車である。

## 概要
3代目ライフのプラットフォームに、“モノ感覚”を狙ったという『角の丸い直方体』スタイルのボディを被せて構成されていた。発売当初は、前後バンパーなどをいくつかの色違いにした仕様である「ポップカラー・コンポーネント」も存在した。インテリアはライフと差別化すべく、シートに車名の付いたタグをあしらうなど、趣味性を強めていた。
機構も3代目ライフと共通のE07Z型（NA・ターボ）と3速ATのみのラインナップだった。
発売当初こそ同クラスのライフと共に人気を伸ばしたが、押しの強いデザインが好まれるジャンルの中では次第に存在が希薄化していった。トランスミッションが3ATのみであったため、他社のライバル車と比較して販売面では苦戦を強いられる結果となった。

## 搭載エンジン
E07Z型
- エンジン種類：水冷直列3気筒横置き
- 弁機構：SOHCベルト駆動 吸気2 排気2
- 排気量：656cc
- 内径×行程：66.0mm×64.0mm
- 圧縮比：10.5
- 最高出力：38kW(52PS)/7,200rpm
- 最大トルク：61N·m(6.2kgf·m)/4,500rpm
- 燃料供給装置形式：電子制御燃料噴射式（PGM-FI）
- 使用燃料種類：無鉛レギュラーガソリン
- 燃料タンク容量：31L

E07Z型空冷式ICターボ
- エンジン種類：水冷直列3気筒横置き
- 弁機構：SOHCベルト駆動 吸気2 排気2
- 排気量：656cc
- 内径×行程：66.0mm×64.0mm
- 圧縮比：8.5
- 最高出力：47kW(64PS)/6,000rpm
- 最大トルク：93N·m(9.5kgf·m)/4,000rpm
- 燃料供給装置形式：電子制御燃料噴射式（PGM-FI）
- 使用燃料種類：無鉛レギュラーガソリン
- 燃料タンク容量：E07Z型を参照

## 初代 JD1/2型（2002-2007年）
- 2001年10月に開催された東京モーターショーに「w・i・c」として参考出品された。
- 2002年2月7日に発表された（発売は翌2月8日）。全国メーカー希望小売価格は、FF車で103万4,000円であった。
- 2002年10月24日に特別仕様車「アイテム」を追加した。専用色を加えた15色の展開となった。
- 2004年9月、仕様変更。「ポップカラー・コンポーネント」が廃止となった。
- 2004年10月15日に特別仕様車「スペシャルエディション」を追加した。車両本体価格が90万円を切り、前年比200%近い売り上げを達成した。
- 2006年3月23日にマイナーチェンジにより後期型となる。変更点は一昨年10月に登場したスペシャルエディションの内容に準拠した装備内容と価格のグレードでモノグレード化し低価格に抑えた。外観の変更点はフェンダー部前方のサイドターンシグナルランプが追加されたのとグリル形状からダクトがなくなり一体デザインとなったのと色味がブルー系からライトグレー系へ変更されたこと、スペシャルエディションに準拠しドアハンドルが黒材着色化させコストダウン。内装ではスペースファブリックのシート生地意匠が変更され、さらにインサイドドアハンドルのメッキ処理を廃止しコストダウンした。なおこのマイナーチェンジより後継車のゼストの発売に伴い、ターボ車の設定を廃止した。さらにボディカラーを全5色に整理が施された。
- 2007年9月[2]に生産を終了した。10月にはカタログラインナップからも削除され[3]、11月には販売も終了した[4]。

## 車名の由来
- 英語That isの短縮形。「あれだっ」と思わず言ってしまうような、親しみの持てる存在のクルマになれば、ということから。ただし英語としてはThat'sであとになにもないという表現は意味をなさない。「あれだっ」に近い意味にするにはThat's it!とする必要がある。

## 取扱販売店
- Honda Cars店
  - プリモ店（旧店舗）- 統合前の専売店
  - クリオ店（旧店舗）
  - ベルノ店（旧店舗）